# Geoffroy I. Provensálský
Geoffroy I. Provensálský (francouzsky Geoffroi de Provence nebo Jaufre de Provence, 1015? - únor 1061 nebo 1062) byl provensálský hrabě, syn Viléma II. a Gerbergy, dcery burgundského hraběte Oty Viléma. Roku 1018 se společně s bratry stal hrabětem a během svého života byl štědrým církevním donátorem. K poslednímu odpočinku byl uložen v rodinné nekropoli v benediktinském opatství Montmajour.